# Ковальчук, Екатерина Леонидовна
Екатери́на (Катерина) Леони́довна Харла́мова (урожд. Ковальчу́к; род. 20 февраля 1993, Сыктывкар, Республика Коми, Россия) — российская актриса театра и кино.

## Биография
Екатерина родилась 20 февраля 1993 года в Сыктывкаре, где и выросла. Сестра — Анна Ковальчук.
По окончании школы переехала в Санкт-Петербург к отцу, с которым не была знакома до 17 лет, и поступила в Санкт-Петербургский институт гуманитарного образования (курс Ивана Краско). Окончила обучение в 2015 году.
6 мая 2024 года обручилась с Гариком Харламовым. 6 июня того же года вышла за него замуж.

## Творчество
Театром Екатерина увлеклась ещё в институте, где и сыграла первые роли.
В кино свои первые шаги сделала в Голливуде, сыграв главную роль в короткометражном фильме «Рядовой» 2015 года.

### Фильмография
1. 2015 — «Рядовой» — Эмигрантка
2. 2016 — «Ментовские войны» / «Доверенное лицо» — Жанна Снежкова
3. 2016 — «Измена» — Даша
4. 2017 — «Чудотворная» — Агафья
5. 2017 — «Hardin» — Хелен МьРоуз
6. 2017 — «Министерство» — Яна
7. 2017 — «Исступление» — Глория
8. 2018 — «Две сестры» — Антонина
9. 2019 — «Крепостная» — крепостная Екатерина Вербицкая[8]
10. 2020 — «Гусар» — Катя (главная роль)[9]
11. 2020 — «Беспринципные» — Алиса
12. 2022 — «Наследие» — Лидия
13. 2022 — «На страже пляжа», сериал — Диана Нечаева, капитан полиции (главная роль).
14. 2023 — «Повышая градус», сериал — Татьяна, технолог вино-водочной продукции (главная роль).
15. 2024 — «Любовь зла»— Ева (главная роль).

### Роли в театре
1. «Август: Графство Осейдж» — Вайолет
2. «Травести» — Карр, Беннет, Тцара, Сесили Гвендолен
3. «Семь мисок, семь ложек» — Баба Люся
4. «Фантазии Фарятьева» — Любочка
5. «Хористка» — Барыня